# IHIエスキューブ
株式会社IHIエスキューブ（アイエイチアイ エスキューブ）とは、東京都に本社を持つ情報処理サービス事業者。略称はis3。日本を代表する総合重工であるIHI（旧・石川島播磨重工業）のグループ企業である。
IHIグループの各種システムの開発・運用・管理を全面的にサポートしている他、グループ外への販売も強化している。IHIの持つモノづくりのノウハウを活かし、コミュニティサイクルなどの自転車管理システムや倉庫管理システムなどの、ソフト、ハードを組み合わせたソリューションも展開しているのが特徴。また、都心近接の豊洲IHIビルにて、大規模データセンタを運営している。

## 沿革
- 1968年 - 石川島興業のEDP部門として、IHIのホストコンピュータのオペレーション業務の受託を開始。
- 1988年 - IHIのシステムエンジニアリング事業拡大のため、石川島システムテクノロジー（IST）を設立。
- 1997年 - 石川島興業のEDP部門と、IHIの情報システム部一部業務の移管によりアイ・エイチ・アイ システムズ（ISS）を設立。
- 2000年 - IHIの情報システム部から、企画業務を除く全ての業務を移管し、自立した企業を目指す体制を確立。
- 2001年 - CRCソリューションズ（現・伊藤忠テクノソリューションズ）と資本提携。
- 2003年 - ISSとISTが合併し、IHIエスキューブを設立。
- 2013年 - 制御システム事業をIHI検査計測に譲渡。
- 2014年 - 伊藤忠テクノソリューションズとの資本提携を解消。
- 2015年 - 日本経営品質賞「経営革新奨励賞」を受賞。
- 2017年 - 「健康経営優良法人2017（ホワイト500）」に認定される。
- 2020年 - 「2020年度 日本品質奨励賞　品質革新賞」を受賞。
- 2021年 - スポーツエールカンパニー認定　東京都スポーツ推進企業認定。